# Zavrate
Zavrate so naselje v Občini Radeče.